# Schadowstraße 34

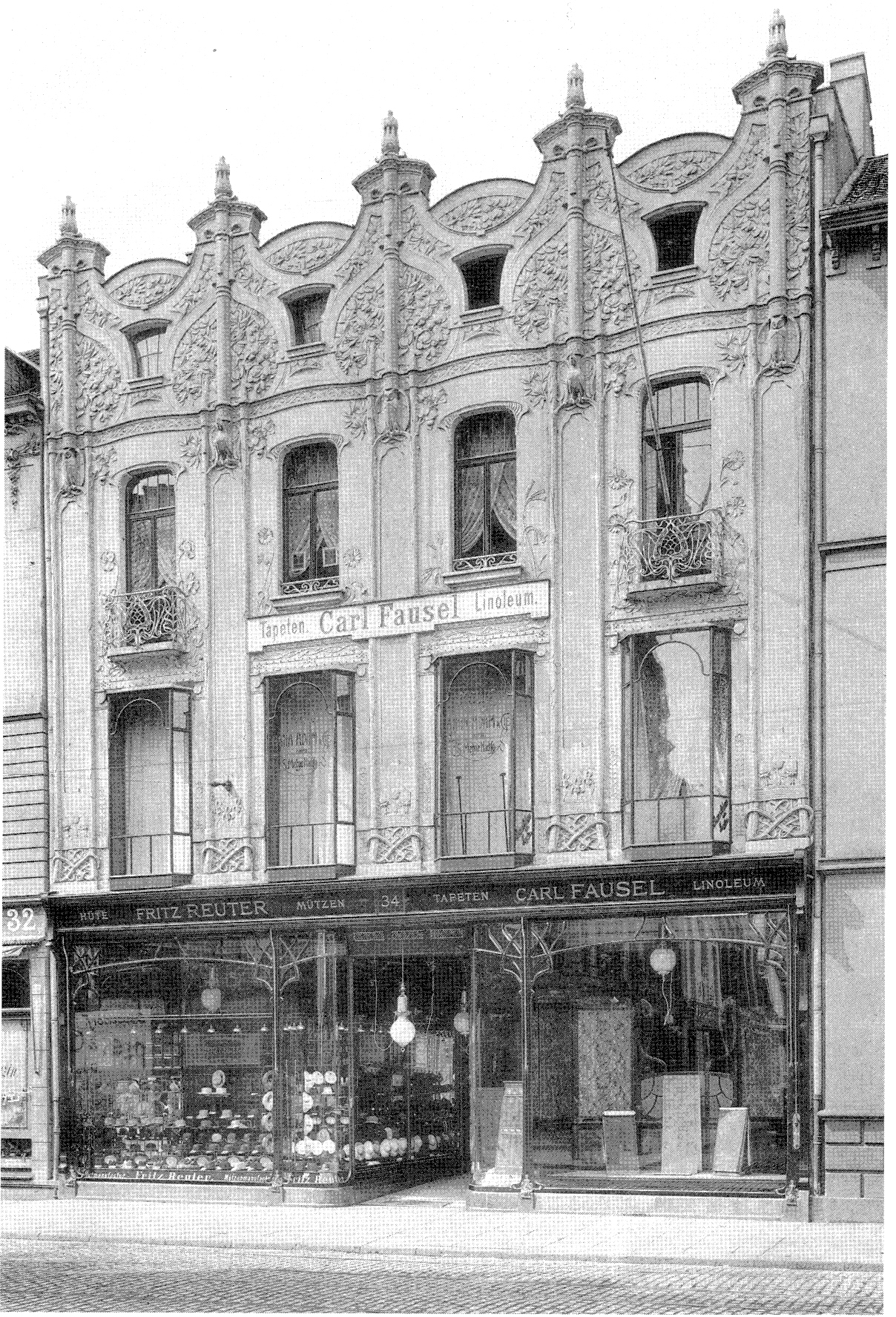
Das Haus Schadowstraße 34 Düsseldorf

Das Geschäftshaus Schadowstraße 34 in Düsseldorf der Firma C. Fausel, wurde 1898 durch den Architekten Gottfried Wehling mit dieser Fassade umgebaut. Das Erdgeschoss zeigte „elegante moderne“ Schaufensteranlagen aus poliertem Mahagoniholz. Das erste Obergeschoss diente zur Straße hin als Ladengeschäft, der rückwärtige Teil als Wohnung.
Die Architektur war ein „charakteristisches Beispiel des modernen Stils in Deutschland, der hier in strenger Folgerichtigkeit durchgeführt“ wurde. Die Bauplastik wurde nach Zeichnungen des Architekten von den Bildhauern Zobus und Ellenmenger ausgeführt.
Das Gebäude ist nicht erhalten geblieben.

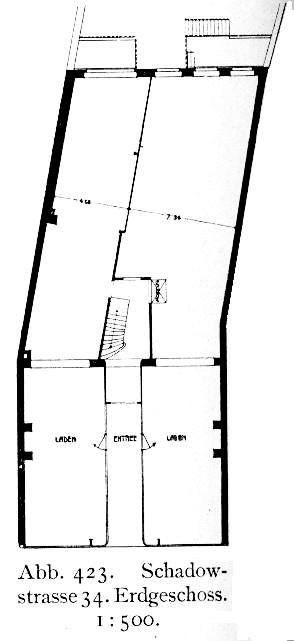
Grundriss